# Rossano Brazzi
Rossano Brazzi (ur. 18 września 1916 w Bolonii; zm. 24 grudnia 1994 w Rzymie) – włoski aktor filmowy.
Urodził się w Bolonii, ale wychował we Florencji. Znany z ról w hollywoodzkich filmach kręconych w latach 50. we Włoszech, m.in. Trzy monety w fontannie (1954) Jeana Negulesco, Bosonoga contessa (1954) Josepha L. Mankiewicza oraz zwłaszcza z Urlopu w Wenecji (1955) Davida Leana, w którym zagrał u boku Katharine Hepburn.
Zmarł w Rzymie 24 grudnia 1994 roku, pochowany na Cmentarzu Flamińskim.